# Ypanema
Ypanema é um gênero de traça pertencente à família Brachodidae.